# Scoliacma nivea
Scoliacma nivea är en fjärilsart som beskrevs av Bethune-Baker 1904. Scoliacma nivea ingår i släktet Scoliacma och familjen björnspinnare. Inga underarter finns listade.